# 悪徳の寓意

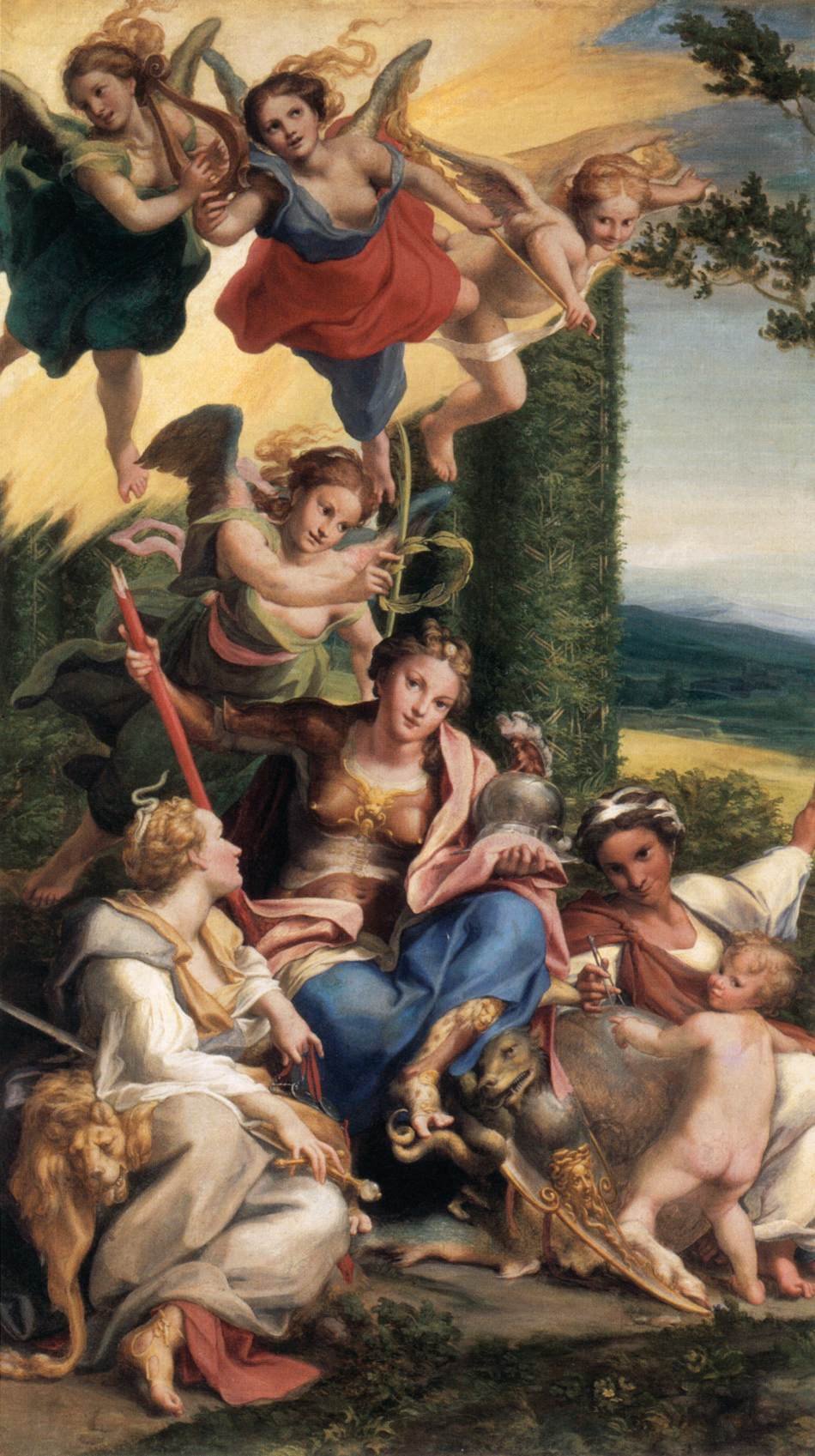
対作品『美徳の寓意』ルーヴル美術館所蔵。

『悪徳の寓意』（伊: Allegoria della Vizio, 仏: Allégorie du Vice, 英: Allegory of Vice）は、イタリア、ルネサンス期のパルマ派の画家コレッジョが1531年頃に制作した絵画である。テンペラ画。コレッジョの最晩年の作品の1つで、対作品『美徳の寓意』（Allegoria del Virtù）とともにイザベラ・デステの書斎を飾るために発注された。ゴンザーガ家、イングランド国王チャールズ1世、ジュール・マザラン枢機卿、フランス国王ルイ14世のコレクションを経て、現在はパリのルーヴル美術館に所蔵されている。

## 作品
男性像が画面の中央で山羊の毛皮の上に座らされ、枝が折れた大木に縛りつけられている。彼は3人の女性像によって拷問を受け、罰せられている。半裸の女性像はみな髪や両腕に多くの蛇を身に着けており、1人は男の耳元で笛を吹き鳴らして不快な音を立て、1人は毒の恐怖を与え、1人は男の左足の皮を剥いでいる。絵画の最前景では葡萄の房を持った少年が鑑賞者に向けて笑いかけている。
図像の寓意的な意味が明らかである反面、個々の人物像が何を表しているのかという問題は難解である。中央の男性像はシレノスあるいは鍛冶神ウルカヌスなど様々に解釈されているが、一般的には《悪徳》の擬人化であり、その否定的性格ゆえに厳しく罰せられている。しかし絵画の主題は制作から約10年後の、1542年にゴンザーガ家の目録が作成されたときにはすでに分からなくなっていた。事実、目録の作成者は本作品をギリシア神話の罰せられるマルシュアスを描いていると考えた。ある解釈では本作品はウェルギリウスの『牧歌』第6歌の一節を表現したものと主張されている。そこでは眠っているシレノスが2人の羊飼いクロミスとムナシュロス、ニンフのアイグレーによって縛られている。この解釈の問題点は、ウェルギリウスの詩とは異なり、3人の拷問者がいずれも女性に見えることである。もちろんウェルギリウスの詩との類似は偶然ではなく、絵画はイザベラ・デステおよびその助言者の考えを示唆している可能性もあるが、通常の解釈は対作品である『美徳の寓意』の抽象的な美徳の擬人化とより一致している。
最前景の少年はラファエロ・サンツィオの『システィーナの聖母』（Madonna Sistina）に描かれた天使の転置である。この少年は一説によると酒神バッカスであり、対して裸の男性像はプラド美術館のティツィアーノ・ヴェチェッリオの『アンドロス島のバッカス祭』（Baccanale degli Andrii）の背景に描かれた男のように、酩酊して眠っているように見えると指摘されている。最前景の少年はまた対作品との関係性を考える際に重視されている。少年は鑑賞者と最も距離が近く、そのため鑑賞者は最初に少年を介して『悪徳の寓意』の絵画世界にいざなわれ、次に『美徳の寓意』に視線を移すことになる。
『美徳の寓意』に比べ、本作品の準備素描が残されていないことから最初に『美徳の寓意』が制作され、次にそれをもとに図像的対称性を模索しつつ構築されたことが指摘されている。また近年の研究では、中央の罰せられる男性像は古代の彫刻『ラオコーン像』をもとに作り出されたことが指摘されている。
最も強い色彩のアクセントはピンクと赤、水色、紺色であり、色彩の種類は『美徳の寓意』よりも落ち着いている。

## 来歴
イザベラ・デステの死後の1542年、両作品はコルテ・ヴァッキア（Corte Vacchia）の入口の扉の左側に『悪徳の寓意』、右側に『美徳の寓意』が掛けられていたと記録されている。その後、マントヴァ公爵フェルディナンド・ゴンザーガが1627年に死去すると、その翌年にゴンザーガ家が所有していた4点のコレッジョの絵画のうち『悪徳の寓意』および『キューピッドの教育』（L'Educazione di Cupido）と『眠れるヴィーナスとキューピッド、サテュロス』（Venere e Amore spiati da un satiro）は、イングランド国王チャールズ1世に大規模売却されたコレクションの一部としてイギリスに渡った。しかしチャールズ1世が処刑されるとコレクションは競売にかけれ、『悪徳の寓意』と『眠れるヴィーナスとキューピッド、サテュロス』の2作品はドイツの銀行家エバーハルト・ジャバッハに売却された。ジャバッハは両作品をフランスのジュール・マザラン枢機卿に売却したが、枢機卿は他にもコレッジョの『聖カタリナの神秘の結婚と聖セバスティアヌス』（Matrimonio mistico di santa Caterina d'Alessandria alla presenza di san Sebastiano）を所有しており、最終的にこれらの絵画は枢機卿の死後にルイ14世によって相続人から購入された。
一方の『美徳の寓意』はフェルディナンドが死去した1627年頃にマンテーニャの『美徳の勝利』（Trionfo della Virtù）とともにフランスのリシュリュー枢機卿に与えられ、パリに移された。その後『美徳の寓意』もまたエバーハルト・ジャバッハによって1671年に購入されたのちにルイ14世に売却された。これらは後にルーヴル美術館が所蔵する4つのコレッジョ作品となった。